# Carlo Scarascia-Mugnozza
Carlo Scarascia-Mugnozza (ur. 14 czerwca 1920 w Rzymie, zm. 13 maja 2004 tamże) – włoski polityk i prawnik, deputowany krajowy, w latach 1972–1977 członek Komisji Europejskiej, od 1973 jako wiceprzewodniczący.

## Życiorys
Ukończył studia prawnicze na Papieskim Uniwersytecie Laterańskim, zawodowo praktykował jako adwokat przy sądzie kasacyjnym. W 1945 przystąpił do Chrześcijańska Demokracji, był m.in. sekretarzem partii w regionie Apulia. Wybierany do rady miejskiej w Brindisi, należał do władz miejskich, odpowiadając za finanse. Przez dziesięć lat kierował także konsorcjum i stowarzyszeniem rolniczym. W latach 1953–1972 był posłem do Izby Deputowanych, kierował frakcją parlamentarną DC, od 1961 do 1972 był oddelegowany do Parlamentu Europejskiego. Zajmował stanowiska podsekretarza stanu w ministerstwach edukacji narodowej (luty 1962–czerwiec 1963) i sprawiedliwości (czerwiec–grudzień 1963).
Od 1972 do 1977 pozostawał członkiem Komisji Europejskich kierowanych przez Sicco Mansholta i François-Xaviera Ortolego, od 1973 w randze wiceprzewodniczącego. Odpowiadał w nich za rolnictwo (1972–1973) oraz transport, instytucje i strategię komunikacyjną (1973–1977). W latach 1982–1990 kierował centrum badań nad rolnictwem w obszarze Morza Śródziemnego z siedzibą w Paryżu, został też członkiem Académie d’agriculture de France.

## Odznaczenia
Odznaczony m.in. Krzyżem Wojennym za Męstwo Wojskowe za działalność podczas II wojny światowej, kierował stowarzyszeniem osób, które otrzymały to wyróżnienie.